# Wiedenbach (Wiese)
Der Wiedenbach (am Oberlauf auch Mittelbach) ist ein knapp acht Kilometer langer Bach des Südschwarzwaldes in Baden-Württemberg. Er entspringt in Wieden am Osthang des Dietschel im Walddistrikt Hohtannenwald und mündet an der Westgrenze von Utzenfeld zu Schönau von rechts und Norden in die Wiese.

## Geographie

### Verlauf
Der Wiedenbach entspringt am Osthang des 1241 m ü. NHN hohen Dietschel auf Wiedener Gemeindegebiet auf etwa 1137 m ü. NHN im Naturschutzgebiet Wiedener Weidberge. Von hier fließt er zunächst in östlicher Richtung durch offene Wiesenaue bis zum Erreichen der Wiedener Wohnbebauung in deren Verlauf er langsam Richtung Süden abbiegt. Fortan verläuft er weitgehend parallel zur Landesstraße 123 durch Waldgebiet und überquert bei der Einmündung des Finstergrundbachs die Grenze zur Gemeinde Utzenfeld. Auf einer Strecke von ungefähr 800 Metern markiert er hier die Grenze zwischen Wieden und Utzenfeld, im weiteren Verlauf noch weitere rund 250 Meter zwischen den Gemeinden Aitern und Utzenfeld. Immer wieder säumen vereinzelte Häuser den Bach auf seinem Weg hinab ins Tal, bis er den Rand der Wohnbebauung von Utzenfeld erreicht. Ein paar Wohnhäuser lässt er links liegen und schlängelt sich zwischen einem Reiterhof und dem Gelände eines Bauunternehmens hindurch, ehe er die Straße Finstergrund in Utzenfeld unterquert und nach der Brücke die Grenze zur Stadt Schönau markiert. Gute 100 Meter weiter mündet er dann auf etwa 543 m ü. NHN von rechts und Norden in die Wiese.
Der etwa 8 km lange Lauf des Wiedenbachs endet knapp 600 Höhenmeter unterhalb seiner Quelle, er hat somit ein mittleres Sohlgefälle von etwa 75 ‰. Die parallel verlaufende L 123, die Südostrampe des Wiedener Ecks, ist wegen ihrer Spitzkehren im oberen Bereich etwas 2,5 km länger, überwindet nur 480 Höhenmeter und hat demnach eine durchschnittliche Steigung von rund 4,5 %.

### Einzugsgebiet
Das naturräumlich zum Südschwarzwald gehörende Einzugsgebiet ist knapp 20 km² groß und liegt zu über 60 % im Gemeindegebiet von Wieden, zu knapp 30 % auf Utzenfelder Gebiet und die restlichen rund 10 % des Einzugsgebiets gehören zur Gemeinde Aitern. Der höchste Punkt des Einzugsgebiets liegt ganz im Norden auf dem Trubelsmattkopf (1281,8 m ü. NHN).
Die Einzugsgebiete der folgenden Nachbargewässer grenzen an:
- Jenseits der nordwestlichen Wasserscheide liegt das Einzugsgebiet des Neumagens (mit seinem Nebenlauf Stampfebach und zahlreicher kleiner Nebenläufe), der über die Möhlin unterhalb der Wiese in den Rhein entwässert;
- im Osten konkurriert der Schönenbach und seine Nebenläufe, der oberhalb des Wiedenbachs in die Wiese mündet;
- im Süden liegt ein kleines Gebiet, welches die Wiese selbst entwässert;
- im Westen liegt das Einzugsgebiet des Aiternbachs, der direkt nach dem Wiedenbach in die Wiese mündet.

### Zuflüsse
Liste der Zuflüsse von der Quelle zur Mündung (abgefragt oder abgemessen auf der amtlichen Gewässerkarte), die zahlreichen namenlosen Zuflüsse finden keine Berücksichtigung in der Liste.
Name (Mündungsseite), Gewässerkennzahl, Länge
- Graben Wiedener Eck (links), DGKZ: 232-3212, 0,2 km
- Warbach (rechts), DGKZ: 232-3214, 1,1 km
- Hüttbach (links), DGKZ: 232-3216, 1,6 km
- Spitzdobelbach (links), DGKZ: 232-322, 1,9 km 
  - Ungendwiedenbach (rechts), DGKZ: 232-3222, 2,3 km 
    - Nesslergrundbach (links), DGKZ: 232-32222, 1,2 km
    - Saubächle (rechts), DGKZ: 232-32224, 1,4 km
- Heckenbächle (rechts), DGKZ: 232-32912, 0,9 km
- Finstergrundbach (links), DGKZ: 232-3292, 1,4 km 
  - Grabnerbächle (rechts), DGKZ: 232-32922, 1,1 km
- Ramselengrund (links), DGKZ: 232-32932, 0,6 km
- Moosbach (rechts), DGKZ: 232-3294, 1,0 km
- Rollsbach (rechts), DGKZ: 232-3296, 2,16 km
- NN-QO3 * (rechts), DGKZ: 232-329712, 0,3 km
- Schwandenbach (links), DGKZ: 232-32972, 0,9 km
- Utzenbach (links), DGKZ: 232-3298, 1,5 km
- Moosbach (links), DGKZ: 232-32992, 0,2 km

### Flusssystem Wiese
- Fließgewässer im Flusssystem Wiese

## Gewässergüte
Die Gewässerqualität des Baches ist hoch; Messungen am Oberlauf oberhalb der Einmündung des Finstergrundbachs 2004 ergaben die Gewässergüteklasse I-II (gering belastet), am Unterlauf bei der Einmündung des Utzenbachs wurde die Güteklasse I (unbelastet) festgestellt.

## Energetische Nutzung
Am Wiedenbach befinden sich in Utzenfeld zwei Wasserkraftwerke: das WKA Utzenfeld im Gewann Klammern Acker, kurz nach der Einmündung des Moosbachs und das WKA Kaiser im Gewann Unterbruschmättle, knapp oberhalb einer Konfitürenmanufaktur.